# 被字句
被字句，又称被动式，是汉語被動式動詞謂語句，句中的主語是動詞施動的對象。被字句有兩種基本形式：
主語＋「被」＋賓語＋動作
主語＋「被」＋動作
如果句子有賓語的話（即第一種形式），則賓語是施動者。
值得注意的是，漢語中使用被字句跟英語中使用被動式不同。在英語中，使用被動式的原因是為了避免提及施事者，但在漢語中的被字句往往帶有負面意涵。

## 語法
被字句跟把字句是互相對立的兩種句式。把字句中的主語是施動者，而在被字句中，主語是受動者。在意義上，把字句的動詞必須具有「處置」意涵，這點在被字句中也有相似的情況，但是，有些無「處置」意義而不能進入把字句的動詞，卻能用於被字句中。

### 受動的主語
被字句中的主語，是動作的受事者。
老鼠快要被花猫吃掉了。

### 施動的賓語可省略
施動者須由「被」字引介，充當其賓語。但是，「被」字也可直接附在動詞之前，而不引介任何賓語。
老鼠快要被吃掉了。

### 否定詞
被字句中的動詞不可以有否定詞。否定詞要置於被之前。
他沒被困難嚇退。（誤：他被困難沒嚇退。）
時間副詞（如「已經」）、能願動詞（如「可能」）也須置於動詞前。
他已經/可能被傳染了。

### 動詞要有處置的意義
與「把字句」相似，但是能進入被字句的動詞較多，包括表示感覺、認知的動詞（如「看見、認為」等）：
那個人被公認是惡人的典範。
「……上帝在肉身顯現，被聖靈稱義，被天使看見……」（《聖經·提摩太前書》3:16）

## 濫用被字句
傳統漢語不常使用被字句。漢語的被動式未必有標記，例如：
- 晚飯煮好了。

除了「被」之外，還有「讓」「給」「遭」「叫」「為……所……」「受」等可以表示被動：
- 事件已經遭人揭發了。
- 為世所逼。
- 受萬人景仰

正如上文提及，被字句帶有負面的感覺。但近来受汉语欧化影响，被字句用来表示中性或正面感情色彩的情况有所增加：
- 小明被老師和同學讚許。（小明得到老師和同學讚許。）

濫用被字句的原因，一般认为是大量機械式地將外文被動句直接翻譯成漢語被字句。